# Steve Kloves
Steve Kloves (anglès: Stephen Keith Kloves)  (Austin, 18 de març de 1960) és un guionista i director estatunidenc. Conegut per haver estat el guionista principal de la franquícia cinematogràfica de Harry Potter (2001-2011), en la qual va treballar adaptant gairebé totes les pel·lícules de la saga, excepte de la cinquena entrega, Harry Potter i l'Orde del Fènix, on va ser substituït per Michael Goldenberg.

## Filmografia
Director
The Fabulous Baker Boys (1989)
Flesh and Bone (1993)
Guionista
Racing with the Moon (1984)
The Fabulous Baker Boys (1989)
Flesh and Bone (1993)
Wonder Boys (2000)
Harry Potter i la pedra filosofal (2001)
Harry Potter i la cambra secreta (2002)
Harry Potter i el pres d'Azkaban (2004)
Harry Potter i el calze de foc (2005)
Harry Potter i el misteri del príncep (2009)
Harry Potter i les Relíquies de la Mort: part 1 (2010)
Harry Potter i les Relíquies de la Mort: part 2 (2011)
The Amazing Spider-Man (2012)
Animals fantàstics: Els secrets de Dumbledore (2022)
Productor
Animals fantàstics i on trobar-los (2016)
Mowgli: Legend of the Jungle (2018)
Animals fantàstics: Els crims de Grindelwald (2018)